# Maarten van der Weijden
Maarten van der Weijden (født 31. marts 1981) er en Hollandsk langdistance og åbent vand-svømmer født i Alkmaar.
Van der Weijden var kendt som et lovende svømmetalent i sin ungdom, han var hollandsk mester på 1500 m fri (1998 (kortbane og langbane), 1999 (langbane) og 2000 (langbane)), 400 m fri (1999 (kortbane og langbane) og 2000 (langbane)) samt 5 km åbent vand-svømning (2000). Han deltog ved de europæiske juniormesterskaber i 1999 og VM i åbent vand-svømning i 2000. I 2001 blev han diagnosticeret med leukæmi. Han kæmpede mod kræften og fik comeback i svømning i 2003. Han kvalificerede sig til VM i åbent vand-svømning i Barcelona og vandt en række hollandske mesterskaber på de lange distancer. Ved VM i åbent vand-svømning 2004 blev han nummer 7 i 10 km og 25 km.
Senere, i 2004 svømmede han over IJsselmeer på 4 timer og 20,58 sekunder. Han slog den eksisterende rekord på distancen med næsten femten min og vandt 50.000 euro, som han donerede til kræftforskning.
Van der Weijden lavede sin egen hjemmeside "Maarten van der Weijden zwemt tegen kanker" (Maarten van der Weijden svømmer mod kræft) hvor han informerede sine fans om sit liv og sin karriere.
Han mål var at blive verdensmester, hvilket han opnåede, da han vandt 25 km ved VM i åbent vand-svømning i Sevilla i 2008. Han vandt også bronze på 5 km og blev nummer fire på 10 km. Dette betød, at han kvalificerede sig til OL 2008 i Beijing, hvor 10 km åbent vand-svømning for første gang var på det olympiske program. Han vandt guld i dette løb, da han profiterede af, at den førende svømmer, briten Dave Davies blev fanget af en strøm kort før mål, så van der Weijden kunne vinde med et forspring på halvandet sekund til Davies, der akkurat sikrede sig sølv foran tyskeren Thomas Lurz på tredjepladsen.
Ved udnævnelsen til Årets sportsmand i Holland 2008 meddelte han, at han stoppede sin svømmekarriere.
Han har dog senere forsøgt sig med at sætte forskellige rekorder i åbent vand-svømning, blandt andet i forbindelse med indsamlinger til velgørenhed. I 2019 svømmede han den såkaldte Elfstedentocht (kendt som rute for langrend på skøjter), en distance på cirka 200 km, og efter 74 timer og 4 minutter nåede han i mål. Under selve turen blev der indsamlet 3,9 millioner € (et beløb der efterfølgende steg til over 6 millioner €) til forskning i cancer.